# Ogooué-Ivindo
Ogooué-Ivindo je jedna od devet provincija u Gabonu. Pokriva 46.075 km². Sjedište provincije je grad Makokou.
Na sjeveru i zapadu dijeli međunarodnu granicu s Republikom Kongo.
Unutar Gabona graniči sa sljedećim provincijama:
- Haut-Ogooué
- Ogooué-Lolo
- Ngounié
- Moyen-Ogooué
- Woleu-Ntem

## Departmani
Ogooué-Ivindo je podijeljen na četiri departmana:
- Ivindo
- Lope
- Mvoung
- Zadie